# Pristomyrmex sulcatus
Pristomyrmex sulcatus é uma espécie de formiga do gênero Pristomyrmex, pertencente à subfamília Myrmicinae.